# 박해진
박해진(1983년 5월 1일 ~ )은 대한민국의 배우다.

## 학력
- 연지초등학교 (졸업)
- 초읍중학교 (졸업)
- 부산정보고등학교 (졸업)
- 서울종합예술실용학교 (연기예술학/전문학사)

## 생애
1983년 5월 1일, 부산광역시 부산진구 연지동에서 1남 1녀 중 막내 아들로 태어났다. 연지초등학교, 초읍중학교, 부산정보고등학교를 졸업하고 서울종합예술실용학교 연기예술학을 전공했다. 수려한 외모로 인해서 연예계 제의를 많이 받았다는 일화가 있다.
2006년, 드라마 《소문난 칠공주》로 데뷔했으며, 이후 《하늘만큼 땅만큼》, 《에덴의 동쪽》, 《내 딸 서영이》, 《별에서 온 그대》 등의 작품에 출연하며 이름을 알렸다. 
2011년, 《첸더더의 결혼이야기》를 시작으로 중국에도 진출하였다. 이러한 중국의 인기에 힘입어 한류스타 반열에 오르며 부와 명예를 누렸고, 한국 배우 최초로 중국서 우표가 발행되기로 계획되었다.
2016년, tvN 《드라마 치즈인더트랩》 메소드로 대중들에게 연기력을 인정받았다.
2019년, 행정안전부 장관 표창을 수상하는 명예를 가졌다.
2020년, MBC 연기대상에서 대상을 수상하는 명예를 가졌다.

## 출연 작품

### 드라마
- 2006년 KBS2 주말연속극 《소문난 칠공주》 ... 연하남 역
- 2007년 KBS1 일일연속극 《하늘만큼 땅만큼》 ... 정무영 역
- 2008년 MBC 월화드라마  《에덴의 동쪽》 ... 신명훈 / 이명훈 역
- 2009년 KBS2 주말 특별기획 드라마 《열혈 장사꾼》 ... 하류 역
- 2011년 후난위성텔레비전 금응독파극장  《첸더더의 결혼이야기》 ... 쉬페이 역
- 2011년 후난위성텔레비전 금응독파극장 《또 다른 찬란한 인생》 ... 유달명 역
- 2012년 KBS2 주말연속극 《내 딸 서영이》 ... 이상우 역
- 2013년 저장 위성 텔레비전 중국람극장 《사자자리를 사랑하다》 ... 이앙 역
- 2013년~2014년 SBS 드라마스페셜 《별에서 온 그대》 ... 이휘경 역
- 2014년 SBS 월화드라마  《닥터 이방인》 ... 한재준 역
- 2014년 OCN 토요드라마 《나쁜 녀석들》 ... 이정문 역
- 2016년 tvN 월화드라마 《치즈인더트랩》 ... 유정 역
- 2016년 광둥 위성 텔레비전 황금극장 《멀리 떨어진 사랑》 ... 심안 역
- 2016년 네이버 TV 웹드라마 《첫 키스만 일곱 번째》 ... 박해진 역
- 2017년 JTBC 금토드라마 《맨투맨》 ... 김설우 역
- 2020년 KBS2 수목드라마 《포레스트》 ... 강산혁 역
- 2020년 MBC 수목드라마 《꼰대인턴》 ... 가열찬 역
- 2021년 지니 TV 웹드라마  《복제인간: Genesis》 ... 강일훈 역
- 2022년 MBC  주말 특별기획 드라마 《지금부터, 쇼타임!》 ... 차차웅 역
- 2023년 SBS 목요드라마《국민사형투표》 ... 김무찬 역

### 영화
- 《젓가락》 특별출연 (2010)
- 《설해》 주연 상우 역 (2015)
- 《치즈인더트랩》 주연 유정 역 (2018)
- 천만영화 《범죄도시5》 주연 첸강 역 (2026)

### 예능
- 《야심만만》 (2007, SBS) - 게스트 출연
- 《준비됐어요》 (2007, KBS2) - 게스트 출연
- 《일요일이 좋다 - 패밀리가 떴다》 (2008, SBS) - 게스트 출연
- 《일요일이 좋다 - 패밀리가 떴다》 (2009~2010, SBS) - 고정 출연
- 《현장 토크쇼 택시》 (2009, tvN) - 게스트 출연
- 《천천향상(天天向上)》 (2009, 후난위성 TV) - 게스트 출연
- 《해피투게더 시즌3》 (2009, KBS2) - 게스트 출연
- 《신동엽, 신봉선의 샴페인》 (2009, KBS2) - 게스트 출연
- 《개그콘서트 - 거지의 품격》 (2012, KBS2) - 게스트 출연
- 《해피투게더》 (2012, KBS2) - 게스트 출연
- 《쾌락대본영(快樂大本營)》 (2014, 후난위성 TV) - 게스트출연
- 《비정상회담》 (2016, JTBC) - 게스트출연
- 《한끼줍쇼》 (2016, JTBC) - 게스트 출연
- 《범인은 바로너》 (2018, 넷플릭스) - 게스트출연
- 《하이 마이 스타》 (2019, 절강위성 TV) - 게스트 출연
- 《꼰대인턴 방구석 팬미팅》 (2020, MBC) - 게스트출연
- 《구해줘홈즈》 (2020, MBC) - 게스트출연
- 《미운 우리 새끼》 (2023, SBS) - 게스트출연

### 광고
- 2006년 SPC그룹 베스킨라빈스 아이스크림케이크 (with 신민아)
- 2007년 롯데웰푸드 설레임 (with 송하윤)
- 2007년 신원 지이크
- 2009년 동광인터내셔날 애드호크
- 2010년 지오다노 (중국)
- 2013년 남양유업 프렌치카페 카페믹스
- 2014년 포르테커피
- 2014년 NHN 네이버 LINE (중국)
- 2014년~2015년 LG생활건강 화장품 수려한 진생 에센스
- 2014년~2016년 생활가전 전문기업 콜러노비타
- 2015년~2018년 TBH글로벌 Mind Bridge (중국)
- 2016년 삼성제일모직 빈폴 액세서리
- 2016년 세정 센터폴
- 2016년~2018년 제이준 코스메틱 (마스크팩)
- 2018년 TBH글로벌 Mind Bridge (한국) (with 설현)

### 뮤직비디오
- 2007년 더 웨이 〈사랑...아프다〉

### 라디오
- 《허경환의 별이 빛나는 밤》 첫게스트 (2014.11.17)
- 《박선영의 씨네타운》 씨네 초대석 (2018.03.07)

## 홍보대사

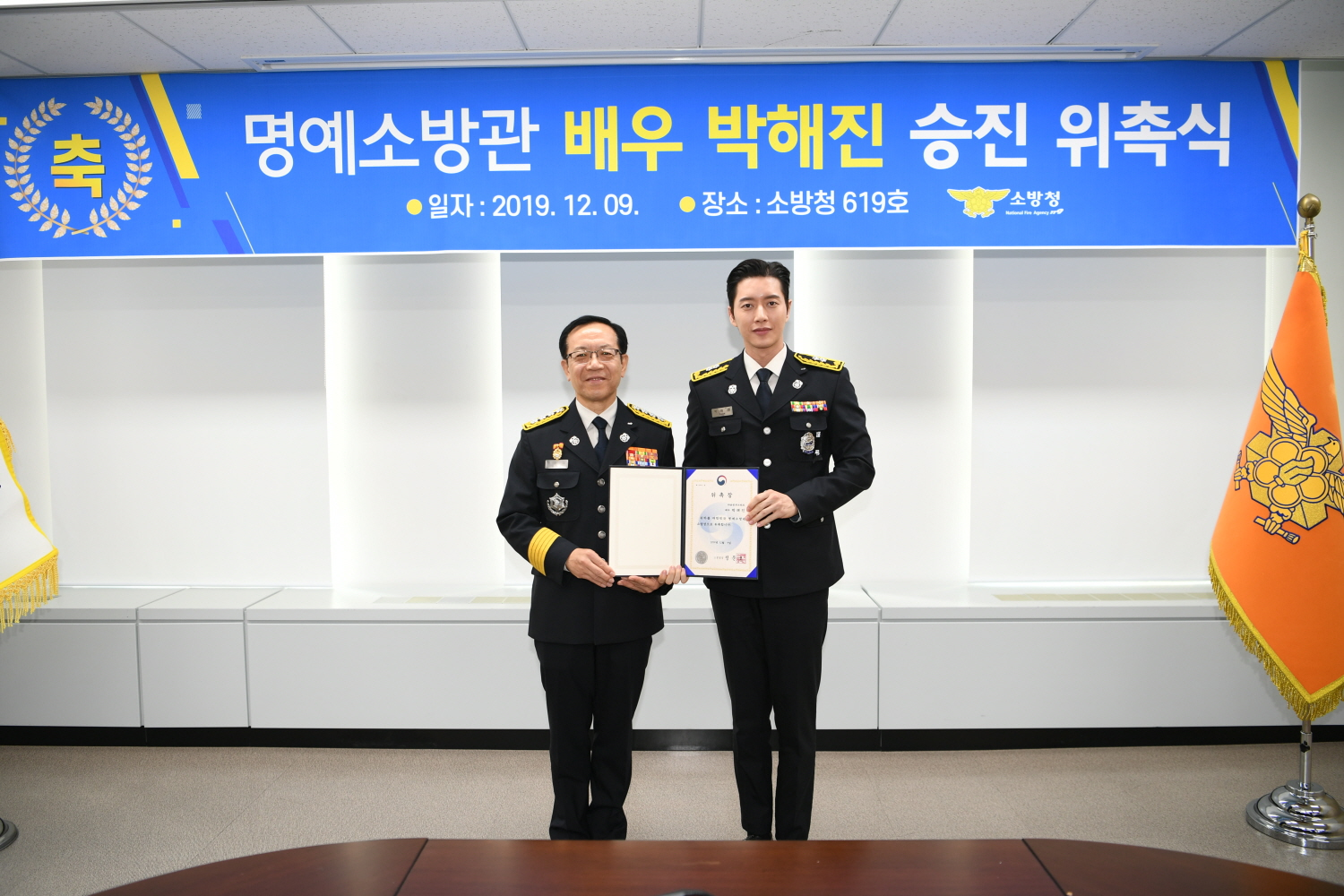
2019년 명예소방관 배우 박해진 승진 위촉식 (소방청장 정문호)

- 서울지방경찰청 청소년 금연·금주 홍보대사 (2007)
- 교육과학기술부 학점은행제 홍보대사 (2008)
- 중국 문화기금 홍보대사 (2012)
- 청소년흡연예방캠페인 홍보대사 (2012)
- 중국 TGC문화기금 홍보대사 (2013)
- 중국 모친수조 홍보대사 (2014)
- 소방청 명예소방관 (2019)

## 수상 및 후보
| 연도 | 시상식                             | 부문                                       | 작품                | 결과 |
| ---- | ---------------------------------- | ------------------------------------------ | ------------------- | ---- |
| 2006 | KBS 연기대상                       | 남자 신인연기상                            | 소문난 칠공주       | 수상 |
| 2006 | KBS 연기대상                       | 베스트 커플상 (with 이태란)                | 소문난 칠공주       | 수상 |
| 2007 | 제43회 백상예술대상                | TV부문 남자 신인연기상                     | 소문난 칠공주       | 수상 |
| 2007 | KBS 연기대상                       | 일일극부문 남자 우수연기상                 | 하늘만큼 땅만큼     | 수상 |
| 2007 | KBS 연기대상                       | 베스트커플상 (with 한효주)                 | 하늘만큼 땅만큼     | 수상 |
| 2008 | MBC 연기대상                       | 남자 신인연기상                            | 에덴의 동쪽         | 수상 |
| 2009 | 제4회 아시아 모델상 시상식 BBF     | 인기스타상                                 | 에덴의 동쪽         | 수상 |
| 2009 | KBS 연기대상                       | 중편드라마부문 남자 우수연기상             | 열혈 장사꾼         | 후보 |
| 2012 | LETV 영화&드라마 시상식            | 아시아 최고스타상                          | 첸더더의 결혼이야기 | 수상 |
| 2012 | KBS 연기대상                       | 남자 조연상                                | 내 딸 서영이        | 후보 |
| 2014 | 제9회 아시아 모델상 시상식         | 아시아 특별상                              | 빈칸                | 수상 |
| 2014 | 제4회 대한민국 공민공익대상        | 배우 공민상                                | 빈칸                | 수상 |
| 2014 | 제7회 스타일 아이콘 어워즈         | 케이 스타일상                              | 빈칸                | 수상 |
| 2014 | 제7회 스타일 아이콘 어워즈         | 10대 스타일 아이콘상                       | 빈칸                | 수상 |
| 2014 | SBS 연기대상                       | 중편드라마부문 남자 우수연기상             | 닥터 이방인         | 후보 |
| 2015 | 제1회 행복 나눔인상                |                                            | 빈칸                | 수상 |
| 2015 | 제8회 코리아드라마페스티벌         | 남자 최우수연기상                          | 나쁜 녀석들         | 후보 |
| 2015 | 제8회 코리아드라마페스티벌         | KDA상                                      | 나쁜 녀석들         | 수상 |
| 2015 | 제13회 대한민국 라이프스타일어워드 | 엔터테이너상                               | 빈칸                | 수상 |
| 2016 | 제10회 케이블TV 방송대상           | 베스트 연기자상                            | 치즈인더트랩        | 수상 |
| 2016 | 제9회 코리아 드라마 어워즈         | 남자 우수연기상                            | 치즈인더트랩        | 후보 |
| 2016 | LETV 영화&드라마 시상식            | 올해의 남자배우상                          | 멀리 떨어진 사랑    | 수상 |
| 2016 | 제11회 아시아 모델 페스티벌        | 아시아 스타상                              | 빈칸                | 수상 |
| 2016 | 제1회 아시아 아티스트 어워즈       | 드라마부문 베스트 아티스트상               | 치즈인더트랩        | 수상 |
| 2017 | 제2회 아시아 아티스트 어워즈       | 드라마부문 베스트 아티스트상               | 맨투맨              | 수상 |
| 2018 | 제6회 아시아태평양 스타 어워즈     | 글로벌 스타상                              | 빈칸                | 수상 |
| 2018 | 제3회 아시아 아티스트 어워즈       | 아시아 에코 크리에이터상                   | 빈칸                | 수상 |
| 2018 | 제8회 대한민국 한류대상            | 대중문화대상 배우부문                      | 빈칸                | 수상 |
| 2019 | 행정안전부                         | 장관 표창                                  | 빈칸                | 수상 |
| 2020 | 제25회 KBS 119상                   | 봉사상                                     | 빈칸                | 수상 |
| 2020 | MBC 연기대상                       | 대상                                       | 꼰대인턴            | 수상 |
| 2020 | MBC 연기대상                       | 수목 미니시리즈부문 남자 최우수연기상      | 꼰대인턴            | 후보 |
| 2020 | KBS 연기대상                       | 남자 최우수연기상                          | 포레스트            | 후보 |
| 2020 | KBS 연기대상                       | 미니시리즈부문 남자 우수연기상             | 포레스트            | 후보 |
| 2020 | KBS 연기대상                       | 베스트 커플상 (with 조보아)                | 포레스트            | 수상 |
| 2022 | MBC 연기대상                       | 미니시리즈부문 남자 최우수연기상           | 지금부터, 쇼타임!   | 후보 |
| 2023 | SBS 연기대상                       | 미니시리즈 장르/액션부문 남자 최우수연기상 | 국민사형투표        | 후보 |

## 기타
- 박해진의 취미는 인테리어, 운동화 수집이다.[4]